# زكريا ريتور
زكريا ريتور (و. 465 – القرن 6 م) هو برسبيتر شيخ، ومؤرخ المسيحية، ومؤرخ، وفيلسوف من الإمبراطورية البيزنطية، ولد في غزة.

## مناصب
تولى منصب مطران
.